# 2006 QZ180
2006 QZ180, também escrito como 2006 QZ180, é um objeto transnetuniano que está localizado no Cinturão de Kuiper, uma região do Sistema Solar. Este corpo celeste é classificado como um provável cubewano. Ele possui uma magnitude absoluta de 7,3 e tem um diâmetro estimado com 192 km.

## Descoberta
2006 QZ180 foi descoberto no dia 22 de agosto de 2006.

## Órbita
A órbita de 2006 QZ180 tem uma excentricidade de 0,011 e possui um semieixo maior de 45,216 UA. O seu periélio leva o mesmo a uma distância de 38,885 UA em relação ao Sol e seu afélio a 47,388 UA.